# Chris Marquette
Christopher George Rodríguez (Stuart, 3 de outubro de 1984), mais conhecido como Chris Marquette, é um ator norte-americano. Com 26 anos de carreira, Marquette participou de 63 filmes e séries, incluindo o filme Apenas Amigos de 2005. Segue como dublador, modelo, ator e produtor cinematográfico. Marquette diz em entrevista ter começado a atuar aos 4 anos de idade. Com oito anos, ele e sua família se mudaram para Nova Jérsia, onde começou a atuar em peças de teatro. Eventualmente, Marquette começou a atuar em peças da Broadway, tendo aparições na peça An Inspector Calls.

## Filmografia

### Televisão
| Ano       | Nome                           | Personagens             | Notas                          |
| --------- | ------------------------------ | ----------------------- | ------------------------------ |
| 1993      | Staples: Back to School        |                         | Commercial                     |
| 1995      | Saturday Night Live            | Trick-or-treater        | Temporada: 21 no Episódio 4    |
| 1998      | The Nanny                      | Young Maxwell Sheffield | Episódio: "The Hanukkah Story" |
| 1999      | Fruit by the Foot              |                         | Commercial                     |
| 2000      | Even Stevens                   | Curtis Stevens          | Episódio: "Heck of a Hanukkah" |
| 2000      | ER (série)                     | Marty                   | Episódio: "Abby Road"          |
| 2000–2005 | Strong Medicine                | Marc Delgado            |                                |
| 2001      | Pasadena                       | Mason McAllister        |                                |
| 2001–2003 | The Mummy: The Animated Series | Alex O'Connell          | Dublagem                       |
| 2002–2004 | Fillmore!                      | Varios Personagens      | Dublagem                       |
| 2003      | Miracles (série)               | Travis Prescott         | Episódio: "The Bone Scatterer" |
| 2003      | K10C: Kids' Ten Commandments   | Seth                    |                                |
| 2003–2005 | Joan of Arcadia                | Adam Rove               |                                |
| 2005      | Huff                           | James Cullen            | 3 Episódios:                   |
| 2010      | Weeds                          | Ted                     | 2 Episódios                    |
| 2010      | Criminal Minds                 | Jimmy Barrett           |                                |
| 2010      | Outlaw                         | Tim Reed                |                                |
| 2011      | House MD                       | Danny                   | Episódio: "A Queda do Homem"   |
| 2012      | Awake (série)                  | Kenneth Jones           | Episódio: "Game Day"           |

### Filmes
| Ano  | Nome                           | Personagens              |      |  |
| ---- | ------------------------------ | ------------------------ | ---- |  |
| 1999 | The Tic Code                   | Miles Caraday            |      |  |
| 2003 | Freddy vs. Jason               | Charlie Linderman        |      |  |
| 2004 | The Girl Next Door             | Eli Brooks               |      |  |
| 2005 | Just Friends                   | Mike Brander             |      |  |
| 2006 | Alpha Dog                      | Keith Stratten           |      |  |
| 2006 | American Gun                   | David Huttenson          |      |  |
| 2007 | Remember the Daze              | Felix                    |      |  |
| 2007 | The Education of Charlie Banks | Danny                    |      |  |
| 2007 | Graduation                     | Carl Jenkins             |      |  |
| 2007 | The Invisible                  | Pete Egan                |      |  |
| 2007 | Black Hole (Curta-metragem)    | Keith                    |      |  |
| 2009 | Life During Wartime            | Billy                    |      |  |
| 2009 | Race to Witch Mountain         | Pope                     |      |  |
| 2009 | Infestation                    | Cooper Flynn             |      |  |
| 2009 | Fanboys                        | Linus                    |      |  |
| 2009 | Dear Roommate (Curta-metragem) | Jake                     |      |  |
| 2010 | Thule (Curta-metragem)         | Amn. John 'Jack' Roberts |      |  |
| 2011 | The Rite                       | Eddie                    |      |  |
| 2011 | O Duplo                        | Harrison                 |      |  |
| 2013 | Kilimanjaro                    | Mitch                    |      |  |
| 2013 | The Odd Way Home               |                          | 2015 |  |

## Ligações Externas
- Chris Marquette. no IMDb.
- Chris Marquette no X